# Dick Holler
Pour les articles homonymes, voir Holler.
Dick Holler, né Richard Louis Holler le 16 octobre 1934 à Indianapolis, dans l'Indiana aux États-Unis, est un compositeur et pianiste américain.

## Biographie
En 1951, Dick Holler a emménagé avec sa famille à Bâton-Rouge en Louisiane, et fréquenté l'Université d'État de Louisiane durant cinq ans. C'est à l'université qu'il a commencé à jouer du piano, et écrire ses premières chansons pour des groupes qu'il formait avec ses camarades de classe.